# Ayanna Pressley
Ayanna Soyini Pressley, née le 3 février 1974 à Chicago, est une femme politique américaine, membre du Parti démocrate. Conseillère municipale de Boston à partir de 2010, elle est élue à la Chambre des représentants des États-Unis lors des élections de 2018.

## Biographie

### Jeunesse et débuts en politique
Pressley grandit à Chicago où elle est élevée par sa mère Sandra tandis que son père Martin connaît des problèmes de drogues. Elle étudie à l’université de Boston. Elle travaille pour le représentant Joseph P. Kennedy II puis pour le sénateur John Kerry,.
En 2009, elle est la première femme afro-américaine à être élue au conseil municipal de Boston. Elle est réélue à cinq reprises.

### Représentante des États-Unis

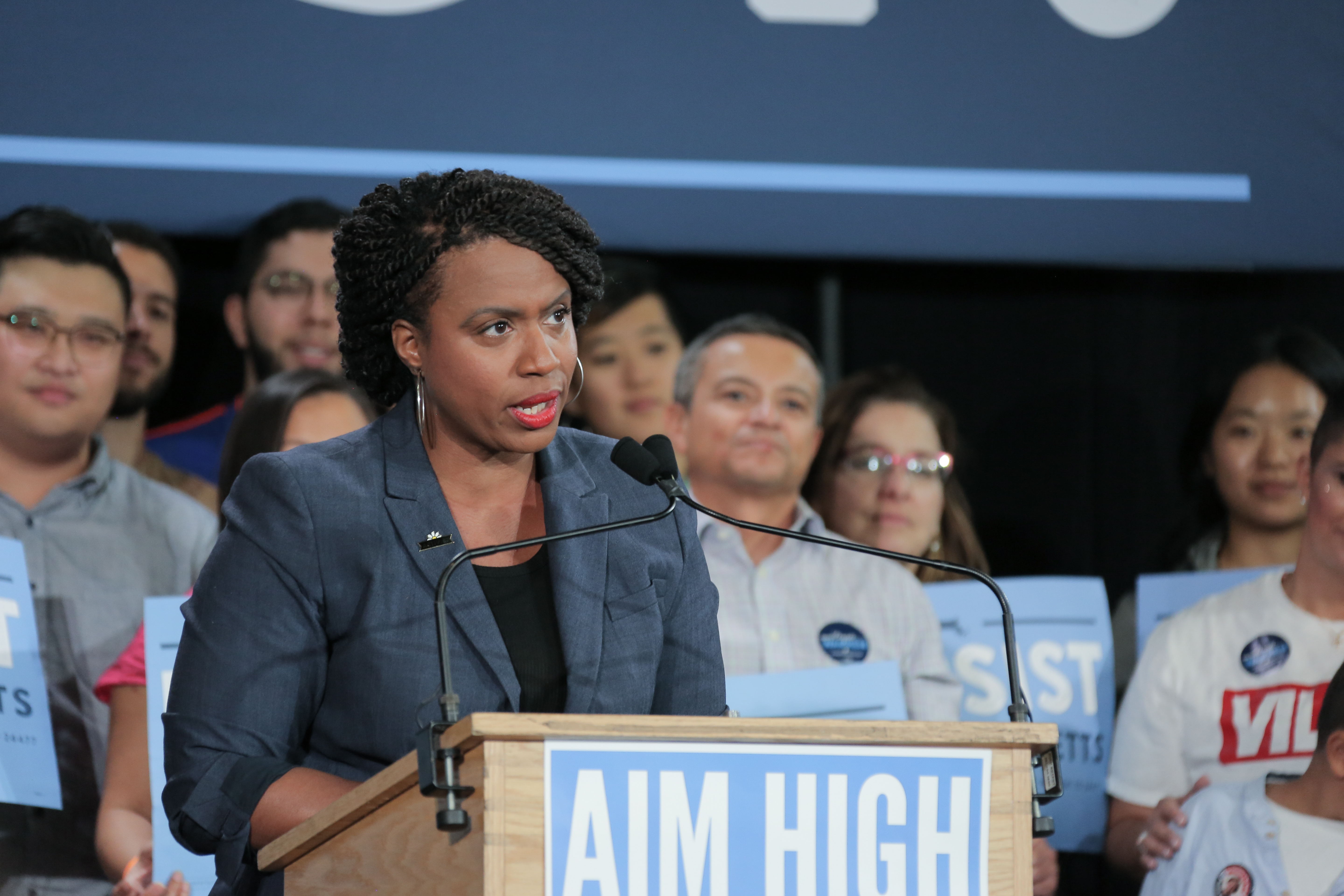
Ayanna Pressley en 2018.

À l’occasion des élections de 2018, Pressley se présente à la Chambre des représentants des États-Unis face au sortant démocrate Mike Capuano, élu depuis dix mandats. Les deux candidats ayant des positions politiques proches, l’enjeu est davantage de désigner la personne qui représentera le mieux cette circonscription où les minorités ethniques sont majoritaires,. Pressley dit vouloir apporter un « leadership activiste » au Congrès. Elle reçoit le soutien de la procureure générale de l’État Maura Healey et du Boston Globe tandis que Capuano est soutenu par le maire de Boston Martin Walsh ainsi que de nombreux syndicats et personnalités politiques dont Deval Patrick, John Lewis, Maxine Waters et le Caucus noir du Congrès. Après la victoire surprise d’Alexandria Ocasio-Cortez à New York face à un député sortant, Pressley attire l’attention des médias,. De son côté, Capuano lève deux fois plus de fonds que Pressley (1,7 million de dollars) et diffuse de nombreuses publicités vantant ses positions progressistes et son opposition à Donald Trump. Pressley remporte finalement la primaire démocrate avec 59 % des voix. Sans opposant républicain face à elle en novembre, elle est alors assurée d’être élue à la Chambre des représentants.
Une fois élue, elle quitte le conseil municipal de Boston en décembre 2018 pour prendre ses fonctions en janvier 2019 à la Chambre des représentants. Elle est la première femme afro-américaine à représenter le Massachusetts au Congrès. Peu après son élection à la Chambre des représentants, Eugene Joseph Dionne Jr., éditorialiste de The Washington Post, voit en elle « une étoile montante du Parti démocrate ».
En 2020, elle est réélue avec plus de 87 % des voix face à l'indépendant Roy Owens.

## Positions politiques

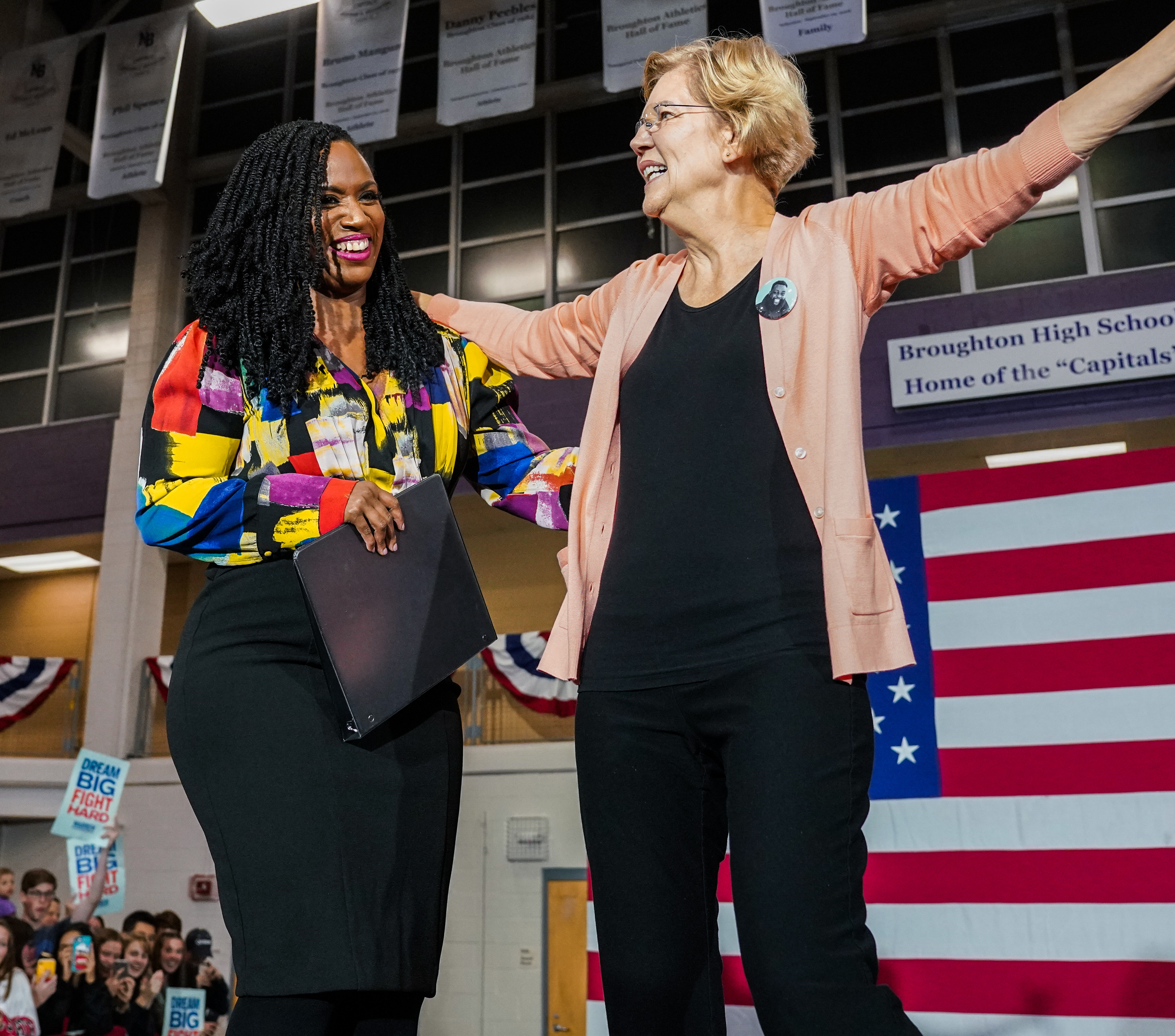
Ayanna Pressley et Elizabeth Warren en campagne en 2019.

Membre de la tendance progressiste du Parti démocrate, Ayanna Pressley défend le projet d'assurance santé universelle, l'abolition de l'ICE (agence de fédérale chargée d'arrêter les immigrés illégaux), ou encore l'augmentation du salaire minimum.
Bien que souvent associée par les médias au « Squad » (une « équipe » d'élues résolument progressistes composée d'Alexandria Ocasio-Cortez, Ilhan Omar et Rashida Tlaib), elle s'en détache par ses positions parfois plus modérées,, préférant changer le système de l'intérieur plutôt que d'affronter frontalement l'establishment. Elle vote par exemple pour une résolution du Congrès condamnant le mouvement  pro-palestinien BDS (Boycott, désinvestissement et sanctions) dont l'une des modalités d'action est le boycott de produits provenant des colonies israéliennes implantées dans les territoires occupés par Israël. Elle déclare à cette occasion être à la fois « pro-palestinienne et pro-israélienne », ce qui lui a été reproché par des membres de la gauche radicale américaine, qui estiment que cette position établit une équivalence entre opprimés et oppresseurs,. 
Lors de la primaire démocrate de 2016, Ayanna Pressley soutient Hillary Clinton face à Bernie Sanders. Quatre ans plus tard, elle apporte son soutien à la sénatrice Elizabeth Warren lors des primaires présidentielles du Parti démocrate de 2020.

## Historique électoral

### Chambre des représentants des États-Unis
| Année | Ayanna Pressley | Rép    | Ind    | Candidat write-in |
| ----- | --------------- | ------ | ------ | ----------------- |
| Année |                 |        |        |                   |
| 2018  | 98,25 %         | —      | —      | 1,75 %            |
| 2020  | 86,6 %          | —      | 12,5 % | 0,9 %             |
| 2022  | 84,6 %          | 15,1 % | —      | 0,3 %             |
| 2024  | 97,1 %          | —      | —      | 2,9 %             |